# Skotarske
Skotarske (ukrainisch Скотарське; russisch Скотарское Skotarskoje, slowakisch Skotarský, Skotarsko, ungarisch Kisszolyva) ist ein Dorf im Norden der ukrainischen Oblast Transkarpatien mit etwa 1400 Einwohnern (2001).

## Geschichte
Das 1607 erstmals schriftlich unter dem Namen Skotarske erwähnte Dorf wechselte unter ungarischer Herrschaft mehrmals seinen Namen: 1630 Skatarsky, 1645 Skotarski und 1773 Szkotárszka oder Skotarska sowie von 1913 an Kisszolyva.
1872 wurde die Eisenbahnstrecke erbaut und im selben Jahr wurde mit dem Bau eines steinernen Kirchengebäudes begonnen, das 1885 eingeweiht wurde. 1889 wurde Skotarske mit dem Nachbardorf Swalyawa vereint.
Iwan Franko besuchte das Dorf 1895, als er sich auf der Reise von Budapest nach Lemberg befand.
Die Einwohnerzahl betrug 1910 1085 Bewohner, von denen 885 Russinen, 120 Deutsche und 80 Ungarn waren. Sie gehörten mit 924 Gläubigen größtenteils der griechisch-katholischen Kirche an. Des Weiteren waren 23 Personen protestantischer Konfession und 120 waren jüdischen Glaubens.

## Geografische Lage
Am 12. Juni 2020 wurde das Dorf ein Teil neu gegründeten Siedlungsgemeinde Wolowez im Rajon Mukatschewo; bis dahin bildete es die Landratsgemeinde Skotarske (Скотарська сільська рада/Skotarska silska rada) Nordosten des Rajons Wolowez.
Die Ortschaft liegt in den Waldkarpaten südwestlich vom Wolowez-Pass auf 653 m Höhe am Oberlauf der Wytscha (Вича), einem linken Nebenfluss der Latorica, 8 km nordöstlich vom ehemaligen Rajonzentrum Wolowez und etwa 100 km östlich vom Oblastzentrum Uschhorod.
Durch Skotarske verläuft die Bahnstrecke Lwiw–Stryj–Tschop, die das Dorf über den Beskyd-Tunnel mit Oporez in der Oblast Lwiw verbindet.